# Erich Walter Sternberg

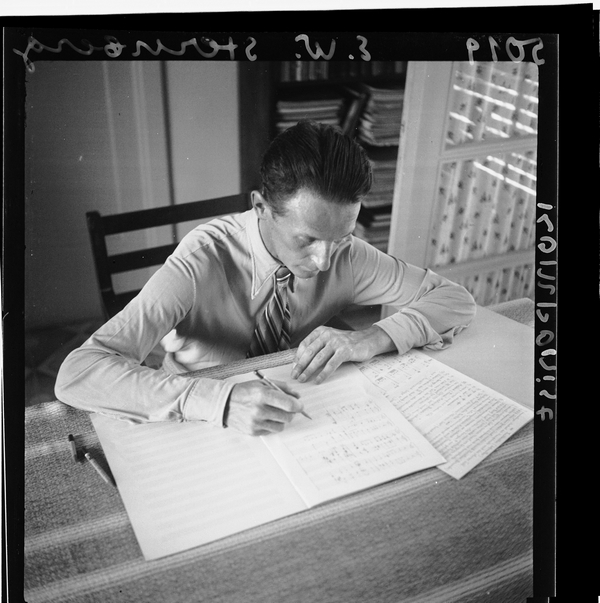
Erich Walter Sternberg, 1936

Erich Walter Sternberg (hebräisch אריך ולטר שטרנברג; geboren 31. Mai 1891 in Berlin; gestorben 15. Dezember 1974 in Tel Aviv) war ein deutsch-israelischer Komponist.

## Leben
Sternberg wurde 1891 als Sohn eines Arztes geboren. Nach dem Abitur studierte er Jura in Kiel, das er erfolgreich abschloss. Nach der Vereidigung am Berliner Gericht entschloss er sich, Musiker zu werden, und studierte ab 1918 Musik am Berliner Klindworth-Scharwenka-Konservatorium bei Hugo Leichtentritt, Hermann Abert und H. Praetorius. Gleich nach dem Studium gelingt ihm sein großer Durchbruch mit der Aufführung seines ersten Streichquartetts mit Altstimme solo nach dem jiddischen Volkslied Der Param (Die Fähre). Die positive Konzertkritik von Adolf Weißmann ermutigte ihn zu weiteren Kompositionen.
1932 wanderte er nach Palästina aus und wurde Lehrer am Konservatorium von Tel Aviv. 1936 gründete er mit Bronisław Huberman das Palestine Symphony Orchestra (später Israel Philharmonic Orchestra). Von 1938 bis 1953 war er Präsident der israelischen Sektion der IGNM. Eine enge Freundschaft verband ihn mit dem ebenfalls aus Deutschland nach Palästina emigrierten Musikwissenschaftler Peter Gradenwitz. 
Er komponierte sieben Orchesterwerke, zwei Streichquartette, Liederzyklen, mehrere Klavierstücke, Kammer- und Theaterwerke, Werke für Chor und Orchester, zwei Opern und ein Oratorium.

## Werke
- Dr. Doolittle, Kinderoper, 1932; UA 1939
- Die Josephs-Geschichte, 1938
- Die zwölf Stämme Israels, 1942
- Höre, Israel, 1948
- Kontrapunktische Studie, 1955
- Leichte Suite, 1957
- Die Wiederauferstehung Israels, Oratorium, 1959
- Die Arche Noah, 1960
- Liebeslieder, 1969
- Pacificia, the Friendly Island, Oper, UA 1974